# Římskokatolická farnost Rynoltice
Římskokatolická farnost Rynoltice (lat. Ringelshaina) je církevní správní jednotka sdružující římské katolíky na území obce Rynoltice a v jejím okolí. Organizačně spadá do libereckého vikariátu, který je jedním z 10 vikariátů litoměřické diecéze. Centrem farnosti je kostel svatého Barbory v Rynolticích.

## Historie farnosti
Od roku 1364 byla v místě plebánie, která zanikla za husitských válek. Od roku 1662 bylo území farnosti spravováno ze Žibřidic. Od roku 1786 byla v Rynolticích lokálie. Matriky jsou vedeny od roku 1809. Farnost byla kanonicky zřízena od roku 1858.

### Duchovní správci vedoucí farnost
Začátek působnosti jmenovaného v duchovní správě farnosti od:
- Joannes
- 1364   Joannes
- 1368   Paulus
- 1402   Nicolaus, † 1408
- 1408   Simon
- 1426   Simon
- Augustinus
- 1786   cap. loc. Anton. Rösler
- 1796   cap. loc. Franc. Preisler, † 29. 4. 1799
- 1799   cap. loc. Cornel. Wolff, n. 24. 10. 1750 Friedland, o. 28. 9. 1776, † 5. 1. 1821
- 1821   cap. loc. Anton. Moeller, n. 1. 11. 1784 Reichenberg, o. 23. 8. 1808, † 24. 2. 1842
- 1830   cap. loc. vacat
- 1831   cap. loc. Anton. Bartel, n. 1. 10. 1787 Reichenberg, o. 15. 8. 1813, † 14. 11. 1855
- 1844   cap. loc. Wenc. Rasche, n. 7. 1. 1786 Leipa, o. 17. 9. 1809, † 14. 5. 1845
- 1846   cap. loc. Jos. Riedel, n. 15. 6. 1800 Lukaens., o. 4. 9. 1826, † 19. 11. 1847
- 1849   cap. loc. Caj. Hartig, n. 14. 11. 1804 Einsiedeln, o. 2. 9. 1829, † 1. 9. 1872
- 1853   cap. loc. Philipp Beuer, n. 30. 4. 1811 Reichenberg o. 3. 8. 1835, † 28. 5. 1889
- 1859   proto-par. (1. farář) vacat, admin. int. Steph. Ressel
- 1860   Steph. Ressel, n. 22. 8. 1820 Rückersdorf., o. 25. 7. 1844, † 19. 11. 1885
- 1865   Karl Hoffmann, n. 14. 10. 1822 Jablon., o. 26. 7. 1847, † 17. 4. 1900
- 1875   Josef Jahn, n. 18. 4. 1829 Reichenberg, o. 25. 7. 1851, † 8. 8. 1907
- 1881   Franz Jomrich, n. 20. 9. 1834 Friedland, o. 26. 7. 1858, † 6. 3. 1920
- 1886   par. vacat, admin. Ignat. Heyne
- 1887   Julius Appelt, n. 15. 9. 1846 Neustadtl, o. 25. 7. 1871, † 18. 9 1893
- 1893   par. vacat, admin. int. Josef Dutý
- 1894   Josef Dutý, n. 25. 9. 1864 Neupaulsdorf, o. 27. 5. 1888, † 25. 7. 1933
- 1904   Anton Knechtel, n. 5. 7. 1865 Piessnig, o. 29. 6. 1890, † 10. 6. 1927
- 1912   Franz Knobloch, n. 22. 11. 1878 Eichicht, o. 17. 7. 1904, † 14. 7. 1942
- 1. 12. 1940   Franc. Klupak, n. 17. 1. 1910 Postelberg., o. 22. 12. 1934, exil 6. 6. 1946
- 1. 8.  1946 Josef Varaďa
- 1. 6.  1958 Karel Kahoun
- 1. 7.  1969 Jindřich Václav Gajzler OP
- 1. 8.  1972 František Antonín Švercl OP
- 1. 8.  1973  Zdeněk Flejberk OP
- 1. 12. 1993   Josef Matura
- 1. 4.   2003 Jiří Bernard Špaček OP
- 1. 7.  2005  Augustin Jiří Prokop OP
- 1. 5. 2006 Česlav Jaromír Plachý OP
  - 13. 11. 2007 Bc. Michal Olekšák, trvalý jáhen, admin. exc. in materialibus
- 14. 9. 2009 Ignác Petr Bürgl OP, admin. exc. in spiritualibus
- 1. 5. 2010 Jan Rajlich OP, admin. exc. in spiritualibus
- 1. 9.  2013 Savio Pavel Řičica OP, admin. exc. in spiritualibus
- 1. 8.  2014 Pavel Maria Eduard Mayer OP, admin. exc. in spiritualibus[3]

Kromě kněží stojících v čele farnosti, působili ve farnosti v průběhu její historie i jiní kněží. Většinou pracovali jako farní vikáři, kaplani, katecheté, výpomocní duchovní aj.

## Území farnosti
Do farnosti náleží území obce:
- Černá Louže (Schwarzpfütze)[p 2]
- Janovice v Podještědí (Johnsdorf)[p 2]
- Nová Starost (Neusorge)[p 2]
- Polesí (Finkendorf)[p 2]
- Rynoltice (Ringelshain)[p 2]

## Římskokatolické sakrální stavby na území farnosti
| Fotografie | Stavba             | Místo     | Bohoslužby                      | Zeměpisné souřadnice            | Status       | Číslo kulturní památky           |        |
| Kostel | Kostel             | Kostel    | Kostel                          | Kostel                          | Kostel       | Kostel                           | Kostel |
| --- | ------------------ | --------- | ------------------------------- | ------------------------------- | ------------ | -------------------------------- | ------ |
| | Kostel sv. Barbory | Rynoltice | bližší informace o bohoslužbách | 50°47′16″ s. š., 14°49′5″ v. d. | farní kostel | 26662/5-4440 (Pk•MIS•Sez•Obr•WD) |        |
| Některé drobné sakrální stavby a pamětihodnosti lze dohledat zde v databázi Drobné sakrální památky Zaniklé sakrální stavby lze dohledat zde v databázi Poškozené a zničené kostely, kaple a synagogy v České republice |                    |           |                                 |                                 |              |                                  |        |

Ve farnosti se mohou nacházet i další drobné sakrální stavby, místa římskokatolického kultu a pamětihodnosti, které neobsahuje tato tabulka.

## Příslušnost k farnímu obvodu
Z důvodu efektivity správy byl vytvořen farní obvod (kolatura). Farnost Rynoltice je po materiální stránce spravovaná excurrendo z kolatury farnosti Dlouhý Most a po duchovní stránce je spravovaná excurrendo z kolatury děkanství v Jablonném v Podještědí. Přehled těchto kolatur je uveden v tabulce farních obvodů libereckého vikariátu.